# Оскарсхамн
Оскарсхамн (швед. Oskarshamn) — город в Кальмарском лене (Швеция), центр Оскарсхамнской коммуны.

## История
Город вырос из рыбацкой деревушки Дёдерхультсвик, которая в 1646 стала торговым местечком, подчинявшимся Кальмару. В местечке на рубеже XVIII—XIX вв. проживало всего несколько сот жителей, но в первой половине XIX столетия поселение сильно разрослось. После нескольких попыток добиться статуса города оно в 1856 году наконец получило городские привилегии и с тех пор стало называться Оскарсхамном. К этому времени его население составляло около 1600 человек.
В 1874 году в Оскарсхамне построили железную дорогу, соединившую его с Несшё. После 1880 года активный рост численности городского населения прекратился. Оскарсхамн прежде всего представлял собой портовый и промышленный город. В области индустрии и транспорта было занято 60-70 % его жителей.

## Промышленность
Первоначально основанная в Стокгольме Liljeholmens Stearinljus AB, является самой большой в мире фабрикой, специализирующейся на производстве стеариновых свечей.
Несколько цехов крупного производителя Scania, где производится модульная сборка грузовиков.
В 25 км от центра города находится одна из трёх атомных электростанций в Швеции — АЭС Оскарсхамн, которая производит около 10 % потребляемой в Швеции электроэнергии. Вблизи электростанции находится подземное хранилище отработанного уранового топлива ОКГ, также принадлежащее концерну E.ON.
Верфь Orskarshamnsvarvet Sweden, основанная в 1863 году, по-прежнему продолжает действовать.
Порт.

## Транспорт

### Общественный
Четыре внутригородские автобусные линии, и около десятка пригородных. Также некоторые предприятия организовывают линии перевозки своего персонала.

### Паромное сообщение
Круглый год паром Оскарсхамн-Висбю (о. Готланд); в летнее время Оскарсхамн-Бюкселькрок (о. Эланд).
В летнее время также проводятся морские экскурсии в национальный островной заповедник Бло-Юнгфру.

### Воздушное
Существует аэропорт с регулярными перелётами в Стокгольм (Арланда) 2 раза в день, а также услуги аэротакси.

### Железнодорожное и автобусное
Прямое железнодорожное сообщение с Несшё, для поездки в Стокгольм требуется пересадка. Три компании осуществляют междугородные автобусные перевозки в другие города Швеции.